# Stadt Zions
Die Stadt Zions ist ein städtebauliches Konzept der Mormonenpioniere, das Joseph Smith entwickelte und in Nauvoo in die Praxis umsetzte. Nach diesem Muster konzipierte Brigham Young die in Utah gegründeten Städte und Dörfer, als erstes Salt Lake City. Die Idee kommt aus dem theologischen Konzept, dass sich „die Heiligen“ von „Babylon“ (der Welt) absondern und ihre eigene Gesellschaft nach göttlichem Gesetz schaffen. Diese Gemeinschaft wird bei den Mormonen Zion genannt, nach der Verheißung insbesondere des Jesaja, der den ursprünglichen Namen eines Hügels in Jerusalem zum Ort der endzeitlichen Verheißung, dem Neuen Jerusalem, gemacht hat.

## Theologisches Grundkonzept
Als Vorbild dient die Stadt Henochs. Der in der Bibel nur kurz genannte Henoch bekam laut der mormonischen Schrift Köstliche Perle den Auftrag, die Menschen, die in allgemeiner Schlechtigkeit versunken waren, zur Umkehr aufzurufen. Er sammelte die Umkehrwilligen und gründete mit ihnen die Stadt Zion. Die Bewohner Zions waren schließlich so rechtschaffen, dass sie als Gesamtheit in den Himmel aufgenommen wurden.
Als weitere Grundlage dient die Aussage „Zion sind die, die reinen Herzens sind“.
Ein Ziel der Missionstätigkeit der Kirche Jesu Christi der Heiligen der Letzten Tage ist es, diejenigen die reinen Herzens sind oder sein wollen herauszufinden und sie zu sammeln, um mit ihnen dieses Zion der reinen Herzen (das neue Jerusalem) aufzubauen. In der Anfangszeit der Kirche galt, alle Heiligen in einem Gebiet zu sammeln, wenn auch nicht notwendigerweise in einer einzigen Stadt. Zunächst war dies Independence in Missouri, nach der Vertreibung aus Missouri war es Nauvoo in Illinois und danach Utah.
Erst im 20. Jahrhundert wurde der Gedanke aufgegriffen, den schon Joseph Smith geäußert hatte:

„Jeder Ort, an dem die Heiligen sich sammeln ist Zion, welches jeder rechtschaffene Mensch als Ort der Sicherheit für seine Kinder aufbauen wird.“

Seither soll an jedem Ort, an dem es möglich ist, ein  Pfahl Zions gegründet werden und eine Zuflucht vor dem Schlechten der Welt bieten.

## Zu Grunde liegende städtebauliche Idee
Im 19. Jahrhundert war das Mormonentum geprägt vom Gedanken der „buchstäblichen Sammlung der Heiligen“. Dies wirkte sich auch im Siedlungskonzept des Propheten Joseph Smith aus. Er wollte das Land, ja die Welt schließlich mit „Städten Zions“ von rund 20 000 Einwohnern bedecken, die durch Farmen der nahen Umgebung mit Lebensmitteln versorgt werden sollten. In den Städten sollten bestimmte Bereiche für Gewerbe und andere als Wohngebiete ausgewiesen werden. Das Stadtzentrum sollte Gemeinschaftsbauten vorbehalten sein, die sowohl weltlichen Zwecken (Schulen, Theater, Rathaus) als auch religiösen Zwecken (Gottesdienst, Religionsunterricht, Ratsversammlungen des Priestertums) dienen sollten.
Alle Gebäude sollten solide Bauten von ansprechendem Äußeren sein, errichtet aus Stein oder Ziegel. Gärten mit Obst- und Zierbäumen, mit Gemüse und Blumen bei jedem Haus sollten die Stadt auflockern.

## Der ursprüngliche Plan von 1833

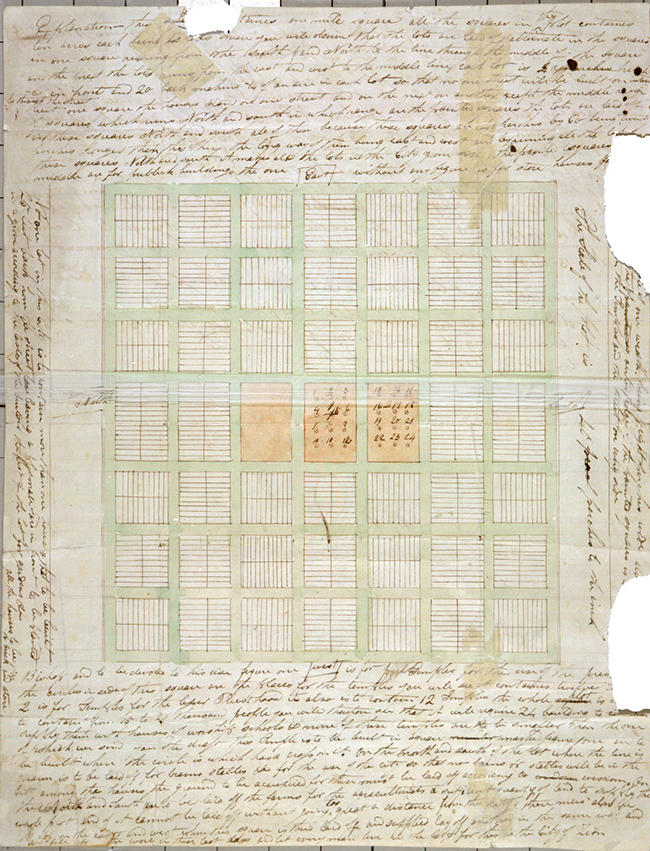
Diese Seite einer Platte wurde von Joseph Smith beschrieben im Juni 1833 und beschreibt einen ausführlichen Plan für mehrere Städte.

In dieser Zeit war geplant, in Missouri „Zion“ aufzurichten, also ein gleichermaßen weltliches wie religiöses Gemeinwesen. Für dieses Vorhaben sah Joseph Smith einen besonderen Siedlungstypus vor, der die Vorteile eines städtischen und eines ländlichen Lebens vereinen sollte, ohne die negativen Seiten einer großen Stadt hervorzubringen mit ihren übel beleumundeten Vierteln von Gewalt, Prostitution, Alkohol und Glücksspiel.
Der gesamte bebaute Raum der Stadt soll ein Quadrat mit der Seitenlänge 1 Meile mal 1 Meile sein. Durch Straßen mit einer Breite von 8 rods (ca. 40 m), die genau nach den Himmelsrichtungen ausgerichtet sind und in gleichem Abstand verlaufen, soll die Stadt in quadratische Blocks 40 mal 40 Ruten (ca. 200 mal 200 m) mit einer Fläche von je 10 acres (ca. 4 ha) eingeteilt werden. Jeder als Wohnbereich vorgesehene Block soll in 2 mal 10 Parzellen von je einem halben acre (ca. 2000 Quadratmeter) von einer Breite von 4 rods und einer Länge von 20 rods (ca. 20 mal 100 m) unterteilt werden. Die Parzellen sollen in benachbarten Blocks abwechselnd Nord-Süd und Ost-West ausgerichtet sein. Auf diese Weise stehen sich nie zwei Häuserreihen gegenüber.
Im Stadtzentrum sollten zwei Blocks für öffentliche Bauten vorgesehen werden. Diese umfasste 24 Tempel für die verschiedenen Abteilungen des Priestertums und Lagerhäuser und Scheunen für den Bischof gemäß der damals praktizierten „Vereinigten Ordnung“.
Aufgrund der Verfolgung in Missouri, die im Ausrottungsbefehl von 1839 gipfelte, konnten dort diese Pläne nicht in vollem Umfang realisiert werden. In gewissem Grad wurden diese Pläne in Kirtland, Ohio, Far West und Adam ondi Ahman, Missouri verwirklicht. Wegen der kurzen Zeit, die die Mormonen dort siedeln konnten, war es kein sehr tiefgehender Test.

## Realisierung in Nauvoo ab 1839
Angepasst an die Lage in einer Biegung des Mississippi, wurden die Pläne in Nauvoo grundsätzlich umgesetzt mit den breiten Straßen, dem Zentrum mit öffentlichen Bauten und dem Tempel sowie den Farmen außerhalb der Stadt. Anders als in Missouri waren hier keine zentralen Lagerhäuser des Bischofs vorgesehen, die „Vereinigte Ordnung“ war durch das „Gesetz des Zehnten“ abgelöst worden. Stattdessen war eine „Main Street“ vorgesehen mit Geschäften, öffentlichen Bauten und Handwerksbetrieben. Der Tempel sollte jedoch den absoluten Mittelpunkt der Stadt bilden. Die Blocks waren kleiner mit vier Parzellen und die Freiheit der Eigentümer, sie nach Gutdünken zu bebauen war größer als im ursprünglichen Plan.
Nauvoo erreichte bald die für eine Stadt Zions vorgesehenen rund 20.000 Einwohner. Hier war es möglich, das Konzept der Stadt Zions in der Praxis zu studieren und an die Bedürfnisse anzupassen.
Das Gemeinwesen verfiel nach dem Wegzug der meisten Mormonen ab 1846. Das zentrale Gebäude und der Stolz der Bewohner, der Tempel, fiel 1848 einem Brandanschlag zum Opfer und wurde danach durch einen Tornado weiter zerstört und von den späteren Einwohnern Nauvoos als Quelle für Bausteine genutzt.

## Realisierung in Salt Lake City ab 1847
Als die Mormonen am großen Salzsee ankamen, war die Erinnerung an Nauvoo noch frisch. Eine der ersten Amtshandlungen von Brigham Young war die Festlegung eines Tempelgrundstücks zwischen den Ästen des City Creek, das das Zentrum und den Ausgangspunkt für die Planung der neuen Stadt Salt Lake City bilden sollte.
Die Vorausabteilung, die im Juli 1847 das Salt Lake Valley erreicht hatte, beschloss durch Abstimmung, dass das Kollegium der Zwölf Apostel die Stadtplanung von Salt Lake City leiten sollte.
Es wurde beschlossen, ausgehend vom Tempel, die Stadt in quadratische Blocks von jeweils 10 acres (ca. 4 ha) einzuteilen, die exakt Nord-Süd ausgerichtet wurden. Der ursprüngliche Plan, für den Tempel 40 acres zu planen, wurde zugunsten einer einheitlichen Blockgröße fallen gelassen. Die Straßen zwischen den Blocks sollten 8 rods (ca. 40 m) breit sein. Jeder Block wurde in acht Parzellen von 10 mal 20 rods (ca. 50 mal 100 m) aufgeteilt, und zwar in jedem Block abwechselnd die Schmalseiten gegen Süden und Norden bzw. gegen Osten und Westen. Es sollte in jeder Parzelle nur jeweils ein einziges Haus gebaut werden und zwar im Abstand von 20 feet (ca. 6 m) von der Straße.
Diese Grundstruktur ist in Salt Lake City teilweise heute noch zu erkennen, wenn auch meist vier, im Stadtzentrum auch 16, Blocks verschmolzen wurden.